# Wadi Chahrour al Soufla
Wadi Chahrour al Soufla è un centro abitato e comune (municipalité) del Libano situato nel distretto di Baabda, governatorato del Monte Libano.